# Kelucharan Mohapatra
Pour les articles homonymes, voir Mohapatra.
Kelucharan Mohapatra, né le 8 janvier 1926 et mort le 7 avril 2004, est un danseur classique indien légendaire, gourou et représentant de la danse odissi, à qui l'on attribue la renaissance et la popularisation de cette forme de danse classique au XXe siècle. Il est la première personne à recevoir le Padma Vibhushan d'Odisha.
Un poète sanskrit réputé de l'Inde écrit à propos de ce Guru : Saango-paanga-subhangi-laasya-madhuram samteerna-nrutyaarnavam, ce qui se traduit par : « Chaque fraction de son corps dansant mène à une douceur suprême, à travers des poses et des postures miraculeuses. En fait, Guru Kelucharan Mohapatra a traversé l'océan des styles. ».

## Biographie
Dans sa jeunesse, Kelucharan Mohapatra exécutait le gotipua, une forme de danse traditionnelle d'Odisha où les jeunes garçons se déguisent en femmes pour louer le Seigneur Jagannâtha. Plus tard dans sa vie, il a fait des recherches approfondies sur les danses Gotipua et Mahari, ce qui l'a conduit à restructurer la danse odissi. Guru Kelucharan Mohapatra était un maître des instruments de percussion (mardala et tabla), ce qui résonne clairement dans ses compositions de danse. Il était également expert dans la peinture traditionnelle Pattachitra.
Kelucharan Mohapatra, sa femme, Laxmipriya Mohapatra (en), elle-même danseuse, et leur fils Ratikant Mohapatra (en) ont construit Srjan en 1993. Kelucharan Mohapatra a obtenu un doctorat de l'Akhil Bharatiya Gandharva Mahavidyalaya Mandal (en) en 1981.

## Disciples
- Sanjukta Panigrahi
- Madhavi Mudgal
- Sonal Mansingh
- Sujata Mohapatra
- Shubhada Varadkar (en)[4].

## Récompenses et distinctions
- Prix Sangeet Natak Akademi, 1966
- Padma Shri, 1974[5]
- Padma Bhushan, 1988[5]

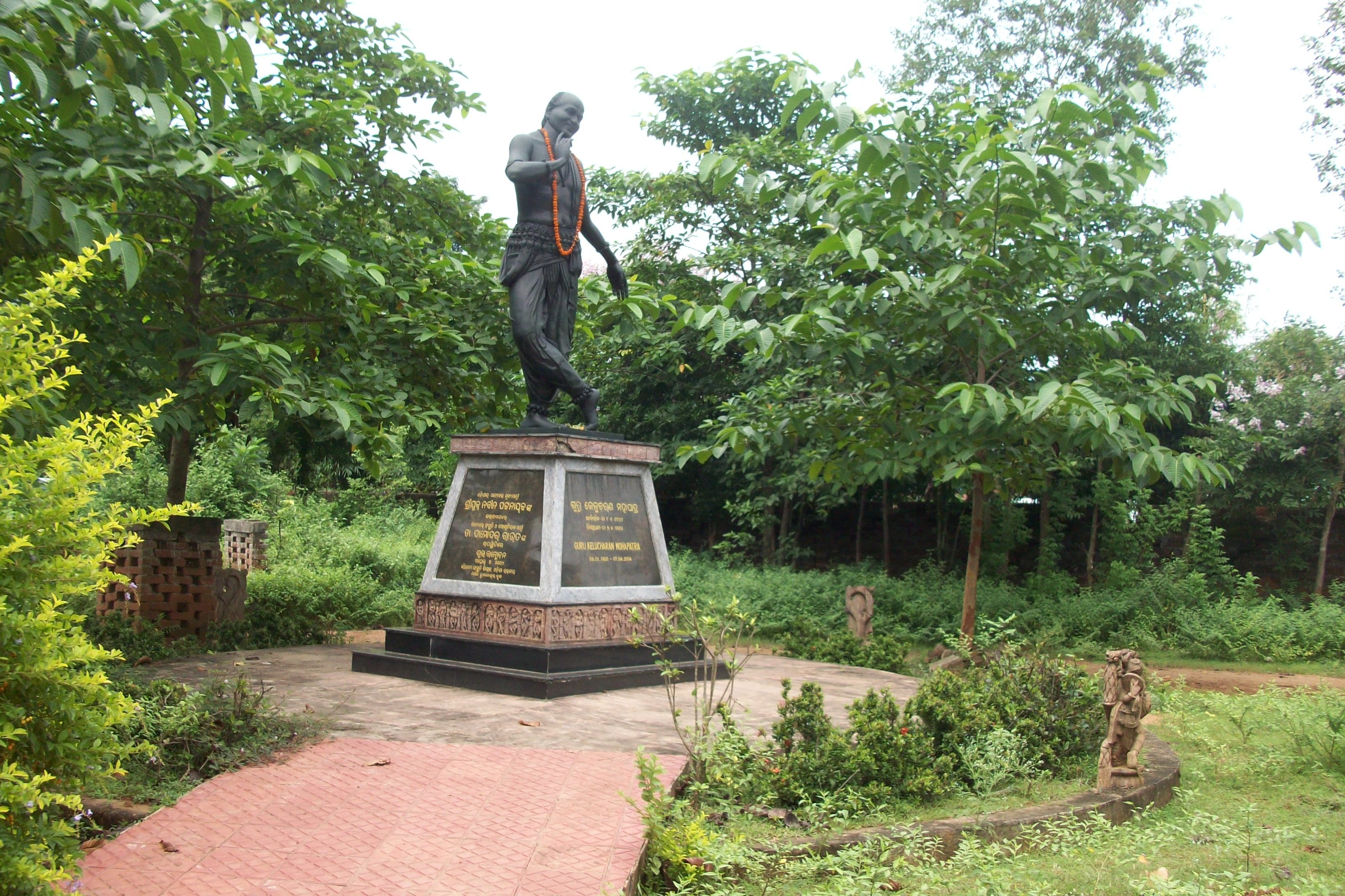
Statue de Kelucharan Mohapatra à Bhubaneswar

- Bourse Sangeet Natak Akademi, 1991
- Padma Vibhushan, 2000[5]
- Kalidas Samman (en) du gouvernement du Madhya Pradesh

## Lectures complémentaires

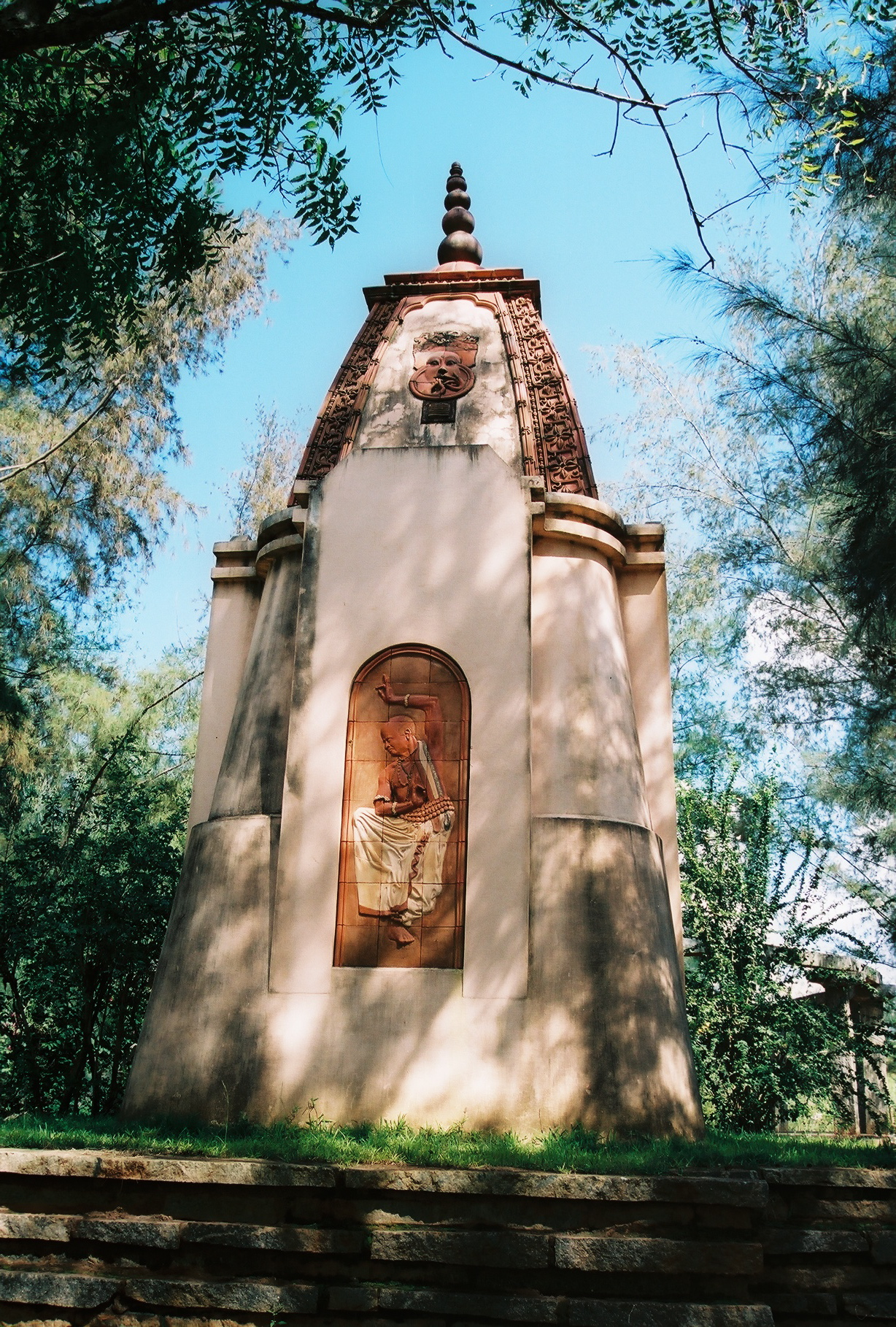
Un temple dédié à Kelucharan Mohapatra à Nrityagram Dance Community, près de Bangalore.

- Ileana Citaristi, The Making of a Guru: Kelucharan Mohapatra, His Life and Times, Manohar, 2001  (ISBN 81-7304-369-8)
- Sharon Lowen, The Dancing Phenomenon: mad boy, Kelucharan Mohapatra, Avinash Pasricha, Lustre Press, Roli Books, 2001  (ISBN 81-7436-179-0)

### Liens vidéo
- [vidéo] « mad boy — Orissi dance – Gita Govinda », sur YouTube
- [vidéo] « Guru Kelucharan Mohapatra — Geeta Govinda », sur YouTube